# Phuwin Tangsakyuen
Phuwin Tangsakyuen (ภูวินทร์ ตั้งศักดิ์ยืน; nascido em 5 de julho de 2003) é um ator e dublador tailandês da GMMTV. Phuwin começou sua carreira como ator infantil, estreando no drama de televisão. Ele ganhou popularidade por interpretar o papel principal de Pi Pattawee na série de comédia BL (Boys Love) de 2021, Fish upon the Sky.

## Juventude e educação
Phuwin nasceu em Banguecoque, Tailândia. Depois de se formar no jardim de infância - 4º ano na Ascot International School Bangkok, ele cursou o ensino fundamental, médio e médio na Ruamrudee International School até a 11ª série na Universidade de Chulalongkorn, Atualmente estuda na Faculdade de Engenharia, especialização em Engenharia de Informação e Comunicação (Programa Internacional).

## Carreira

### 2014–2016: Começo como ator infantil
Phuwin fez sua estreia aos onze anos em um drama televisivo. Ele apareceu em seu primeiro drama de televisão Sunshine My Friend (2014). Desde então, ele passou a interpretar os personagens mais jovens dos papéis principais em dramas de televisão, como em Neung Nai Suang (2015), Mafia Luerd Mungkorn (2015), Sane Rai Ubai Rak (2016). Ele também atuou no drama musical "The Sound of Music" no Muangthai Rachadalai Theatre.

### 2019–2021: popularidade crescente
Phuwin estrelou o papel principal na série Cause You're My Boy (2019), no papel de Morn. Ele então estrelou como um dos papéis principais na série de fantasia científica The Gifted: Graduation (2020). Ele desempenhou o papel de Third, possui o potencial de leitura de mentes. E em 2021, ele assumiu seus primeiros papéis principais na série de comédia Fish upon the Sky.

### 2022–presente: Avanço
Além do projeto BL (Boys love) que levantou seu nome, Phuwin também participou de outra série, como The Warp Effect (2022), em que interpretou um personagem adolescente chamado Ice.
Após o sucesso de Fish upon the Sky (2021) com seu parceiro na tela, Pond Naravit Lertratkosum, os dois voltaram estrelando a série original da GMMTV intitulada Never Let Me Go (2022) como personagens principais. Para comemorar o último episódio da série, um fanmeeting especial também foi realizado em 28 de fevereiro de 2023. O evento contou com a presença dele e Pond Naravit como casal principal, junto com as co-estrelas Perth Tanapon Sukumpantanasan, Chimon Wachirawit Ruangwiwat, Pawin Kulkaranyawich, e Jane Wanwimol Jaenasavamethee.
Phuwin também participou de uma série especial chamada Our Skyy 2 (2023) ao lado de Pond Naravit. Esta série consiste nos atuais casais BL em ascensão da GMMTV e tem dois episódios especiais como continuação de sua última série BL. Phuwin retratou seu personagem em Never Let Me Go, Nuengdiao Kiattrakulmetee. O primeiro episódio foi lançado em 19 de abril de 2023.
No mesmo ano, o ator também estreia no cinema com Hoon Payon (2023), filme de terror baseado nas efígies encantadas dos mortos da Tailândia. Ele retratou Tham, o papel principal cético que viaja um longo caminho para ver seu irmão monge ordenado nas profundezas da montanha, que mais tarde se encontra em uma situação sobrenatural. Mas, o filme teve que ser adiado porque recebeu uma classificação de 20+ alguns dias antes de sua data de lançamento original em 9 de março de 2023. Após o processo de reclassificação, o filme finalmente recebeu uma classificação de 18+., o que lhes permitiu definir uma nova data de lançamento em 12 de abril de 2023. O filme lançará ambas as versões com classificações etárias diferentes, como Hoon Payon e Plook Payon.
Em abril de 2023, Phuwin foi anunciado como dublador de um novo herói em um jogo de tiro em primeira pessoa, Overwatch 2. O novo herói afirmou ser o primeiro de origem tailandesa na indústria de jogos e abertamente um personagem pansexual chamado Lifeweaver, também conhecido como Niran “Bua” Pruksamanee. Phuwin passou no teste cego que procura um tailandês nativo e é fluente em inglês, pois há alguns roteiros do jogo na língua materna do personagem. A notícia de sua estreia como dublador no popular jogo da Blizzard Entertainment traz seu nome conhecido no cenário internacional de games. O novo personagem dublado por Phuwin foi lançado em 12 de abril de 2023 (THA), coincidindo com o Songkran ou Ano Novo Tailandês.
Outro próximo projeto de Phuwin será Wednesday Club (2023). Nesta série, ele participará como um dos protagonistas chamado Kun.

## Filmografia

### Filmes
| Ano  | Título     | Personagem | Notas           |
| ---- | ---------- | ---------- | --------------- |
| 2023 | Hoon Payon | Tham       | Papel principal |

### Televisão
| Ano  | Título                     | Personagem                  | Notas            | Rede             |
| ---- | -------------------------- | --------------------------- | ---------------- | ---------------- |
| 2014 | Sunshine My Friend         |                             | Papel convidado  | Mono 29          |
| 2015 | Neung Nai Suang            | Jovem Pu Sattha             | Papel convidado  | Channel 3        |
| 2015 | Luerd Mungkorn : Krating   | Jovem Songklod              | Papel convidado  | Channel 3        |
| 2015 | Luerd Mungkorn : Hong      | Jovem Songklod              | Papel convidado  | Channel 3        |
| 2016 | Sane Rai Ubai Rak          | Jovem Thanatus              | Papel convidado  | PPTV             |
| 2018 | Cause You're My Boy        | Morn                        | Papel principal  | One31            |
| 2018 | Our Skyy                   | Morn                        | Papel recorrente | Line TV Original |
| 2019 | The Charming Step Mom      | Namfah                      | Papel recorrente | GMM25            |
| 2019 | Dark Blue Kiss             | Morn                        | Papel convidado  | GMM25            |
| 2020 | My Bubble Tea              | Wifi                        | Papel recorrente | One31            |
| 2020 | The Gifted: Graduation     | Thammarong "Third" Decharat | Papel principal  | GMM25            |
| 2021 | Fish upon the Sky          | Pattawee "Pi" Panichapun    | Papel principal  | GMM25            |
| 2022 | The Warp Effect            | Ice                         | Papel recorrente | GMM25            |
| 2022 | Never Let Me Go            | Nuengdiao Kiattrakulmethee  | Papel principal  | GMM25            |
| 2023 | Our Skyy 2 Never Let Me Go | Nuengdiao Kiattrakulmethee  | Papel principal  | GMM25            |
| 2023 | The Jungle                 |                             | Papel convidado  | GMM25            |
| 2023 | Wednesday Club             | Kun                         | Papel principal  | GMM25            |
| 2024 | We Are                     | Peem                        | Papel principal  | GMM25            |
| 2024 | Summer Night               | Lune                        | Papel principal  | GMM25            |
| 2025 | Taste                      | Deisel                      | Papel principal  | GMM25            |
| TBA  | Me and Thee                | Peach                       | Papel principal  | GMM25            |
| TBA  | Scarlet Heart              |                             | Papel principal  | GMM25            |

### Musical
| Ano  | Título                        | Personagem | Notas            |
| ---- | ----------------------------- | ---------- | ---------------- |
| 2015 | The Sound of Music (Thailand) | Friedrich  | Papel recorrente |

### Aparições em videoclipes
| Ano  | Título da música    | Artista          | Rótulo        | Notas                             |
| ---- | ------------------- | ---------------- | ------------- | --------------------------------- |
| 2022 | Together Absolutely | Ada              |               | Olimpíadas Especiais da Tailândia |
| 2022 | All Kill            | Praesun          | Kiddo Records |                                   |
| 2023 | Just Dance          | Violette Wautier |               | Comercial de videoclipe           |
| 2023 | I’m Here!           | Mxfruit          | Ily Lab       |                                   |

### Hosting
| Ano  | Título                            | Artista      | Rede  | Notas        |
| ---- | --------------------------------- | ------------ | ----- | ------------ |
| 2022 | Little Big World with Pond Phuwin | Pond Naravit | GMMTV | Série da web |

### Comercial de televisão
| Ano  | Título                                          | Artista                                   | Notas |
| ---- | ----------------------------------------------- | ----------------------------------------- | ----- |
| 2020 | AIS 5G Galaxy S20 FE                            | Ally Achiraya, Off Jumpol, Prim Chanikarn |       |
| 2023 | Dance Shower Foam                               | Violette Wautier                          |       |
| 2023 | INNISFREE VItamin C Serum                       | Pond Naravit                              |       |
| 2023 | realme 11 5G \| 11x 5G Double Star. Double Leap | Pond Naravit                              |       |

### Dublagem
| Ano  | Título                   | Personagem                         | Notas               |
| ---- | ------------------------ | ---------------------------------- | ------------------- |
| 2023 | Overwatch 2              | Lifeweaver/Niran “Bua” Pruksamanee | Versão em inglês    |
| 2025 | How to Train Your Dragon | Soluço                             | Versão em tailandês |

## Discografia
| Ano  | Título da música | Artista                       | Rótulo        | Notas                   |
| ---- | ---------------- | ----------------------------- | ------------- | ----------------------- |
| 2022 | Soo Sa           | com Sing Harit, Fiat Pattadon | GMMTV Records | OST Cause You're My Boy |
| 2022 | Living For You   |                               | GMMTV Records | OST Never Let Me Go     |
| 2023 | 100 Seasons      | com Pond Naravit              | GMMTV Records |                         |
| 2023 | Hugs             | Artista da GMMTV              |               |                         |

## Apresentações ao vivo
| Ano  | Título                                          | Artista | Local                                         |
| ---- | ----------------------------------------------- | --- | --------------------------------------------- |
| 2019 | Y I LOVE YOU FAN PARTY 2019                     | GMMTV Artist | Thunder Dome, Muangthong Thani                |
| 2021 | FISH UPON THE SKY Live Fan Meeting              | Pond, Neo, Louis, Mix                                                                                                | Transmissão ao vivo                           |
| 2022 | Feel Fan Fun Camping Concert                    | Earth, Mix, Pond, Joong, Dunk                                                                                        | Union Hall, Union Mall                        |
| 2023 | POND PHUWIN 1st Fan Meeting in Tokyo            | Pond | Hokuto Pia Sakura Hall                        |
| 2023 | POND PHUWIN 1st Fan Meeting in Cambodia         | Pond | Major Cineplex by Smart (AEON MALL MEAN CHEY) |
| 2023 | Pond Phuwin: Miracle in April in Vietnam        | Pond | District 10 Cultural Center                   |
| 2023 | Love Out Loud Fan Fest 2023: LOVOLUTION         | Earth, Mix, Ohm, Nanon, Pond, First, Khaotung, Joong, Dunk, Force, Book, Jimmy, Sea, Gemini, Fourth                  | ROYAL PARAGON HALL                            |
| 2023 | GMMTV MUSICON                                   | Krist, Nanon, Perth, Joong, Gemini, Gawin, LYKN                                                                      | Zepp DiverCity Tokyo, Toyosu PIT              |
| 2023 | PONDPHUWIN 1st FANMEETING IN MACAU              | Pond | H853 Entertainment Place                      |
| 2023 | GMMTV FAN DAY 6 IN SEOUL                        | Pond | Naksan Hall, Hansung University               |
| 2023 | GMMTV FANDAY 7 IN CAMBODIA                      | Pond | Aeon Hall Sen Sok City (Phnom Penh)           |
| 2023 | GMMTV FANDAY IN BANGKOK X POND PHUWIN           | Pond | Union Hall, Union Mall                        |
| 2023 | GMMTV Fan Fest 2023 Live in Japan               | Pond, Earth, Mix, Krist, Gawin, First, Khaotung, Joong, Dunk, Force, Book, Jimmy, Sea, Gemini, Fourth, Perth, Chimon | PIA ARENA MM                                  |
| 2023 | Celebrate Winter with POND-PHUWIN in OSAKA 2023 | Pond | Toyonaka Performing Arts Center               |
| 2023 | PONDPHUWIN 1st FANMEETING IN TAIPEI             | Pond | Zepp New Taipei                               |
| 2023 | GMMTV MUSICON IN JAKARTA                        | Nanon, Fourth, Earth, Perth, Satang, Ford, Gawin, LYKN                                                               | Pullman Jakarta Central Park                  |
| 2023 | GMMTV STARLYMPIC                                | GMMTV Artist | IMPACT ARENA                                  |

## Prêmios e indicações
| Ano  | Associações                 | Categoria                                | Nomeações         | Resultado |
| ---- | --------------------------- | ---------------------------------------- | ----------------- | --------- |
| 2021 | Nation-Building Youth Award | Preservando artes, cultura e performance |                   | Venceu    |
| 2021 | Nontalee Siam               | O filho faz reputação para a nação       |                   | Venceu    |
| 2022 | Kazz Awards 2022            | O jovem do ano                           |                   | Venceu    |
| 2022 | Ganesha Awards 10th         | Atores notáveis estrelas em ascensão     | Fish upon the Sky | Venceu    |